# Friedrich von Schmidt

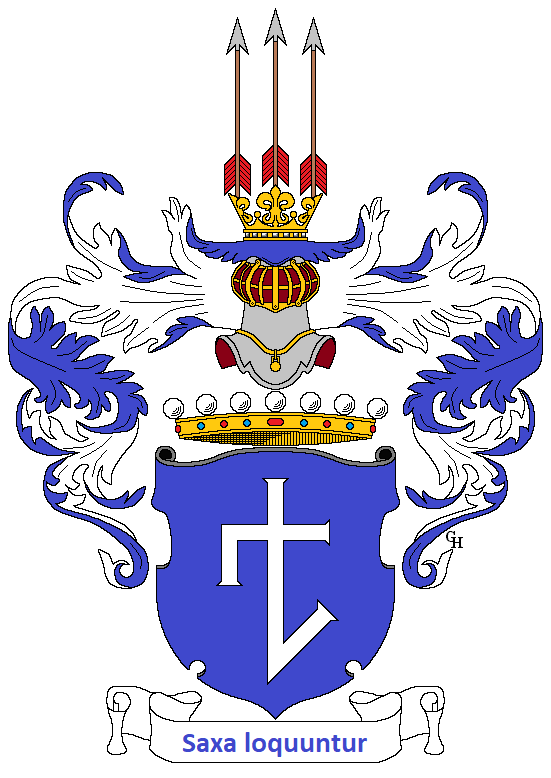
Friedrich von Schmidt birodalmi bárói címere a kőfaragómester eszközeivel. Saxa loquuntur = A kövek mesélnek (a múltról) felirat.

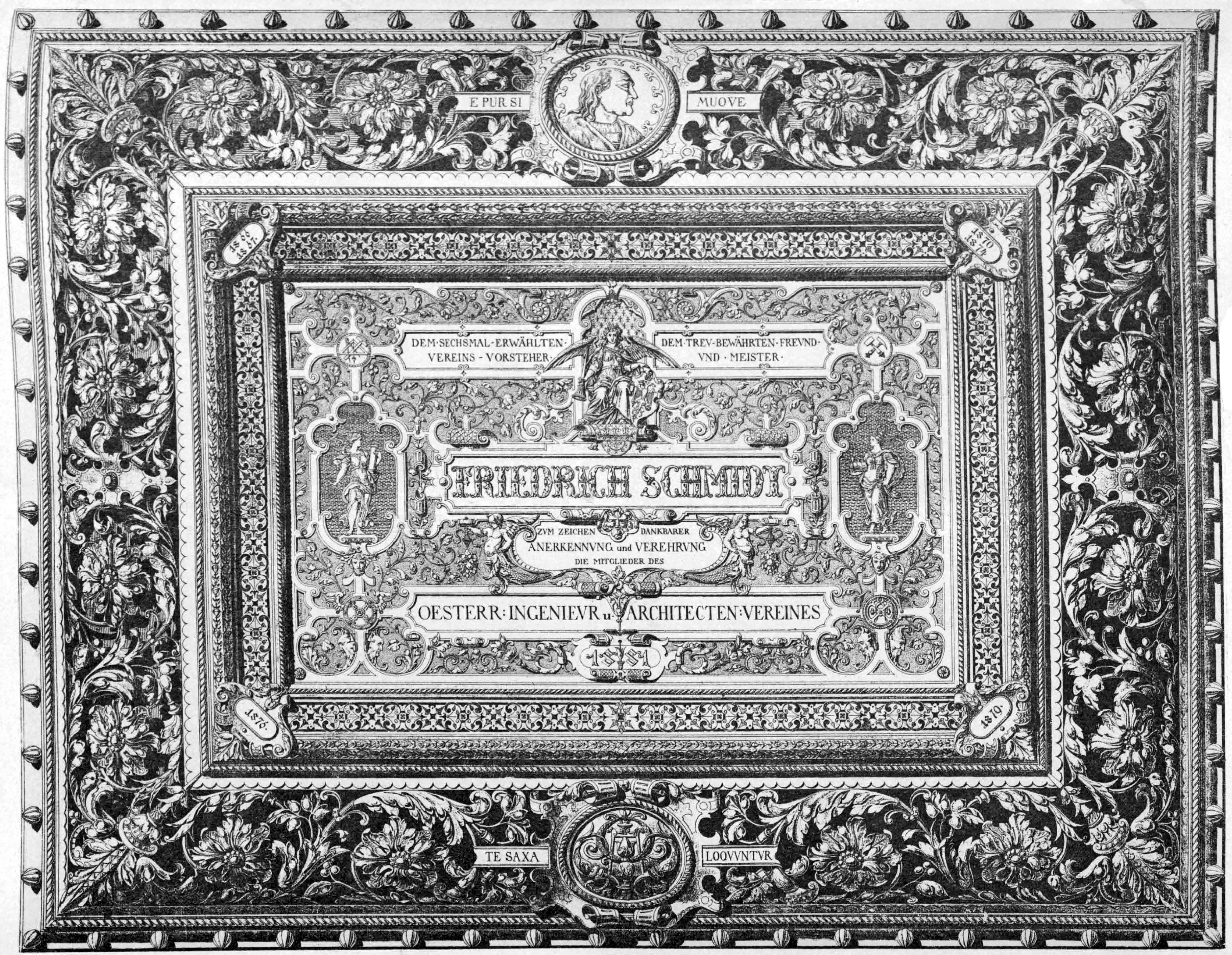
Az osztrák Mérnökök és Építészek Egyesülete Friedrich Schmidt számára vasból készült emléktáblája, Anton Batsche (1882)

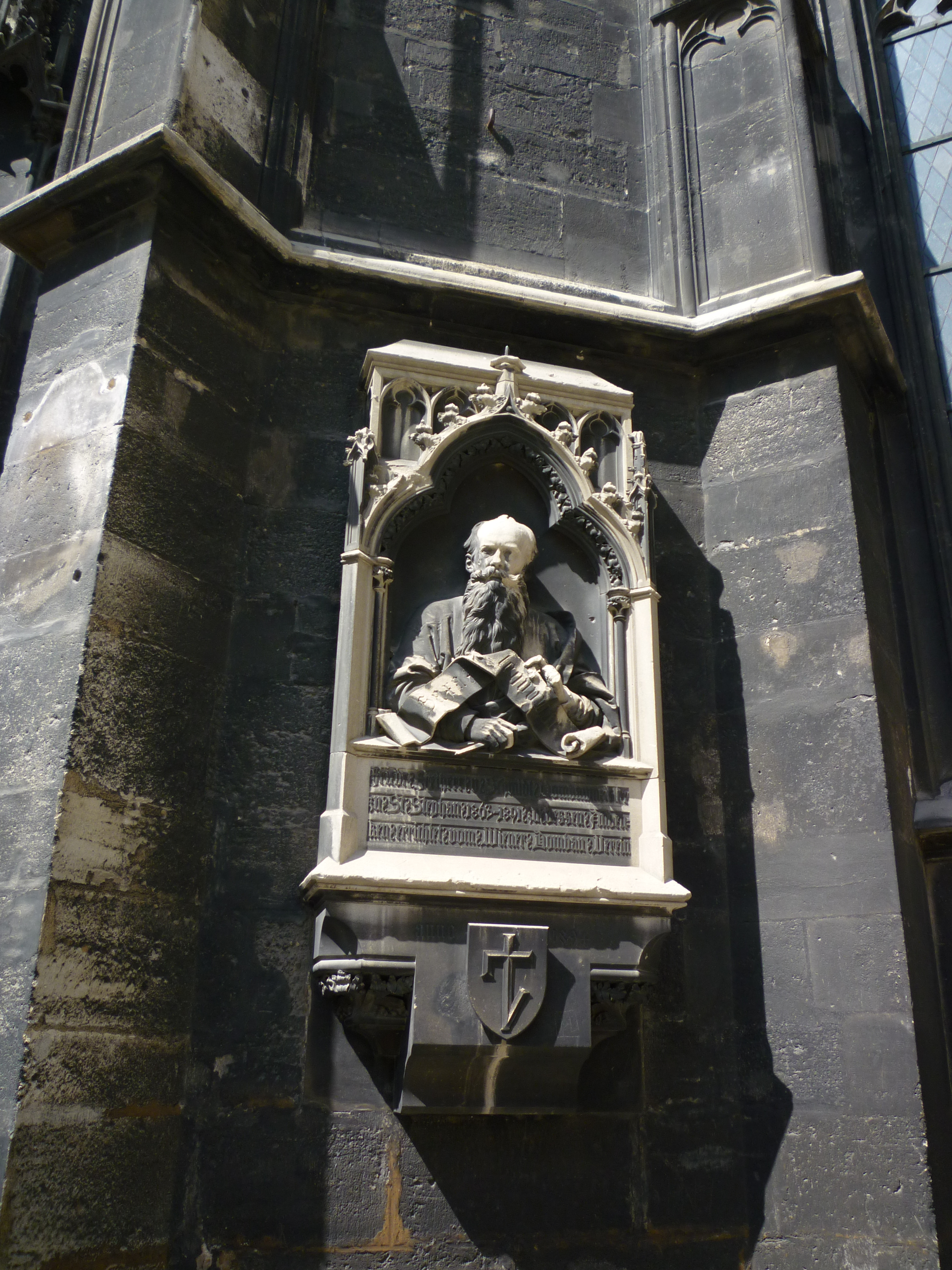
Friedrich von Schmidt epitáfiuma a bécsi Szent István katedrálison

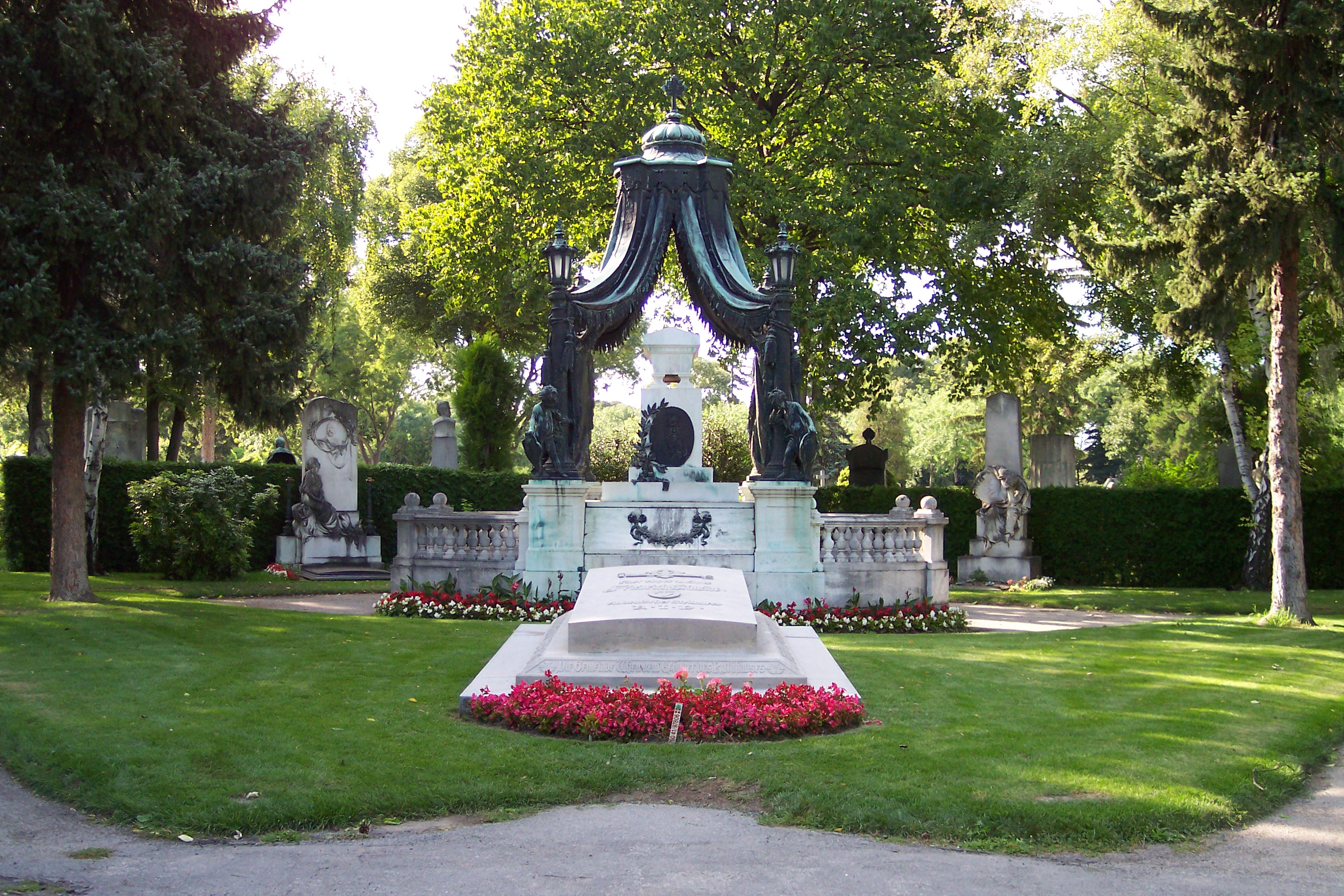
Schmidt nyughelye Bécsben

Friedrich Schmidt, 1886-tól báró Friedrich von Schmidt [németül Friedrich Freiherr von Schmidt, magyarosan Schmidt Frigyes] (Frickenhofen, ma Gschwend része, 1825. október 22. – Bécs, 1891. január 23.) német származású osztrák építész, császári és királyi műszaki főtanácsos (1865), egyetemi tanár, Bécs díszpolgára (1883), a 19. század egyik templomépítője.

## Családja
Apja Johann Heinrich Schmidt (1789–1838) Frickenhofen bei Gaildorfban lelkész. Anyja, Elisabetha Christiana Sybilla (1793–1847) szintén lelkészcsaládból származott. Nyolc gyermekük közül Friedrich volt a hatodik.
Feleségével, Katharina Mohrral (1827–1910) egy földműves és fogadós leányával 1849-ben Kölnben házasodtak össze (1883-ban elváltak.)
Fia, Heinrich von Schmidt (1850–1928) a müncheni egyetem középkori építőművészet professzora lett, s apja halála után átvette a kölni Jézus Szíve templom építésének felügyeletét. Felesége: Antonia Hase (1855–1906), Conrad Wilhelm Hase neves építész és egyetemi tanár leánya.
Leánya, Frieda (1851–1905) Otto Jarl (1856–1915) svéd szobrászhoz ment nőül.

## Életútja

### Tanulmányai, majdkölni,berliniésmilánóiműködése
Kilencéves koráig apja tanította, majd a schorndorfi gimnáziumba, utána pedig 1838-ig a stuttgarti főreálgimnáziumba járt, ahol először részesült módszeres rajzképzésben. Apja még ebben az évben elhunyt, így a család csak Henriette von Württemberg támogatásával tudta fenntartani magát. A tőle kapott ösztöndíjjal folytathatta tanulmányait, s 1840-től Johann Matthäus von Mauch és Gustav Adolf Breymann professzoroknál tanult a Stuttgarti Polytechnikumban (ma Universität Stuttgart). Nyaranta Carl Heimisch kőfaragó mester mellett dolgozott. Miután lejárt az ösztöndíja, 1843-ban Kölnben a dóm Ernst-Friedrich Zwirner által irányított építkezéséhez szerződött kőfaragóként. 1844-ben már mint pallérra, Schmidtre bízták a dóm északi oldala, különösen a portálépítés megmunkálásának irányítását, hamarosan főpallér lett, majd 1848-ban kőfaragó és kőműves mesterlevelét is megszerezte. 1851-ben magán építővállalkozást indított. Ekkor kezdte meg a kölni városi rajziskolában (städtische Zeichenschule in Köln) a tanítást. További előmenetele azonban a kölni dóm építésvezetőjével, Zwirnerrel folytatott viták miatt itt nem volt biztosítva.
1854/55 telén Friedrich Schmidt szerette volna a karlsruhei polytechnikum tanári állást (Heinrich Hübsch utódaként) betölteni, de Hübsch ellenérzése miatt ez meghiúsult. Ezen időszakban a Rajna vidékén, Köln környékén tervezett templomokat, házakat. 1856-ban Quedlinburgban egy neogótikus templom építésének megbízását nyerte el, melyet 1858-ban fejezett be. 1856 körül IV. Frigyes Vilmos porosz király nemesi rangra emelte. Építőmesteri és magánépítészi továbbképzése után a berlini építészeti akadémián 1856-ban tette le építőmesteri vizsgáját, 1857-ben pedig megnyerte a berlini városházára kiírt pályázatot. 1857-ben Habsburg Ferdinánd Miksa támogatásával Leo Thun vallás- és közoktatásügyi miniszter kinevezte a milánói, 1776-ban alapított Brera Akadémiára, ahol a középkori építészet tanáraként működött (1857–1859). Észak-Olaszországi templom-helyreállításaival nemzetközi hírnevet szerzett, de miután eredetileg protestáns volt, s ez hátrányt jelentett a főként egyházi megbízásoknál, 1858-ban katolizált.

### MűködéseBécsbenDombaumeisterként és a bécsi Képzőművészeti Akadémia professzoraként
1859-ben – Lombardiának a Monarchiától történt elszakadása után – kinevezték a bécsi Képzőművészeti Akadémiára (Architektenschule der Akademie der bildenden Künste) a középkori művészet tanárává Carl Roesner és August von Sicardsburg mellé. 1867-ben az akadémia reformja eredményeképpen Schmidt kezdeményezésére jött létre az akadémia Építészeti iskolája (tanszéke), ahova Schmidt mellé Theophil Hansent nevezték ki a klasszicizmus professzorává. Schmidt 1872–1874, 1876–1878 és 1882–1884 között akadémiai rektor is volt, a közbeeső években pedig a rektorhelyettesi tisztet töltötte be. 1860-tól a Szent István-székesegyház Császári és Királyi Építési Bizottságának tagja volt, majd 1862-ben Leopold Ernst halála után Schmidtet nevezték ki a Stephansdom székesegyházi építészének. 1862-ben Dombaumeisterként Schmidt először a régi déli torony mintájára elkészítette a Stephansdom hiányzó északi tornyának terveit, de a városi tanács elutasította. Legfontosabb eredménye ebben a hivatalban a Szent István-székesegyház tetejének felújítása volt, melyet az 1839. évi földrengés után Paul Wilhelm Eduard Sprenger távolított el, s vasvázas szerkezettel igyekeztek pótolni, amely azonban súlya miatt alkalmatlannak bizonyult, s az 1860-ban ismét eltávolított déli torony immár kőszerkezetű megújítását Schmidt végezte el, a nyugati homlokzat renoválása is az ő műve volt. 1887–1888-ban a Bécsi Műszaki Egyetem (Technische Hochschule) előadó tanára is volt. Az 1866–1868, 1870–1872, 1874–1877, 1879–1881, 1883–1885 években az Osztrák Mérnökök és Építészek Egyesületének (Oesterreichischer Ingenieur- und Architekten-Verein) elnöke volt.
Bécsben és környékén számos épületet tervezett. Templomai közül kiemelkedik a Lazarista-templom, a Bécs melletti Fünfhaus-ban emelt centrális alaprajzú, kupolás, csúcsíves templom és a brigittenaui háromhajós plébániatemplom.
A kiváló templomépítő főműve mégis egy jelentős középület, a neogótikus bécsi városháza, amely mind méreteiben, mind enteriőrben (díszterem) sikeres és harmonikus alkotás, Bécs egyik jellegzetes épülete a bécsi parlament közelében. Érzékletes műve az un. Fogadalmi ház (Das Sühnhaus), amelyet a Ringtheater 1881. decemberi leégésének emlékezetére emeltek, mondhatni ez a neogótika legfinomabb alkotása. Sajnos a második világháborúban bombatalálat érte és elpusztult, ma már csak emléktábla jelzi a helyét.
A műemlékvédelemnek is jeles képviselője volt von Schmidt, számos felújítást tervezett, köztük 1862-64-ben az ő tervei szerint újították fel a már említett bécsi Stephansdómot.
1883-ban Bécs város díszpolgári oklevelét vehette át, Bécs városáért végzett kiemelkedő munkásságáért pedig I. Ferenc József császár birodalmi báróvá emelte 1886-ban.

### Követői, tanítványai
Bécsben sok tervét Josef Hlávka cseh építész művezetésével építette. Jeles építészek voltak a tanítványai (némelyikük munkatársa is, akiket megszaporodott megbízásai, felkérései miatt kiküldött illetve ajánlott terveinek kivitelezésére). Ők a késői historizmus jeles képviselői, az úgynevezett „Schmidt-iskolának” a generációjához tartozók, Franz von Neumann (1844–1905), Georg von Hauberrisser (1841–1922), később munkatársaként is Carl König (1841–1915) és a fiatalon elhunyt Valentin Teirich. Tanítványai voltak a kor legnagyobb magyar építészei közül többek között Steindl Imre, Schulek Frigyes, Schulcz Ferenc, Petschacher Gusztáv, Aigner Sándor, Foerk Ernő, Hofhauser Antal is.
1862-ben Schmidt tanítványainak körében alakult meg a Wiener Bauhütte önképzőkör. Schulek, Schulcz és Steindl (Schulek még választmányi tag, elnök és pénztárosként is) az alapítók között voltak. Friedrich Schmidt egyénisége és tanítási módszere – a hallgatóival együtt tett rendszeres műemlék-látogatások és felmérések a Habsburg Birodalom, majd Osztrák-Magyar Monarchia távolibb-közelibb helyein – miatt őt kérték fel tiszteletbeli elnöknek, melyet ő valóban gyakorlatban is ellátott. Az Európa tájain készült felmérési és tanulmányrajzokat rendszeresen kiállították, illetve 1863-tól nyomtatásban is megjelentették.
„Schmidt Frigyes” több jelentős műemléképület restaurálásában is részt vett, megtervezte és újjáépíttette a stílustisztaságra törekvés akkor divatos műemlékvédelmi irányzatának jegyében, lombard román stílusban a pécsi székesegyházat. A helyreállítás 1882–1891-ben valósult meg.

## Emlékezete
Friedrich von Schmidt Bécsben halt meg, ahol legtöbbet építkezett, nyughelye is ott van a város által biztosított díszsírhelyen. Már halála évében megjelent életéről az első monográfia.
1927-ben a bécsi városháza – egyik fő műve – mögötti teret tiszteletére Friedrich Schmidt térnek nevezték el, s itt áll szobra is, melyet 1896. május 28-án avattak fel (Edmund Hofmann von Aspernburg és Julius Deininger alkotása).

## Pozíciói
- 1859–1890 – A Császári és Királyi Képzőművészeti Akadémia (K. K. Akademie der bildenden Künste) tanára
- 1862–1890 – Székesegyházi építésze a Szent István dómnak (Dombaumeister St. Stephan)
- 1866–1870 – a bécsi városi tanács tagja
- 1888–1891 – Osztrák Birodalmi Tanács felsőházának tagja
- A Császári és Királyi Főépítészeti Tanács (K. K. Ober-Baurath) tagja
- Az Osztrák Ipari és Művészeti Múzeum (Österreichisches Museum für Kunst und Industrie) kurátora
- A Bécsi Művészeti és Történeti Műemlékek Központi Bizottságának (Central-Kommission für Kunst- und historische Denkmale in Wien) tagja
- Több éven át elnöke az Osztrák Mérnök- és Építészegyesületnek (Österreichische Ingenieur- und Architekten-Verein)
- A Berlini, a Müncheni, a Milánói, a Stockholmi, az Urbinói és a Velencei Akadémia tagja
- Tiszteletbeli tagja az Alsó-ausztriai Ipari Egyesületnek (Nieder-Österreichische Gewerbe Verein)
- Tiszteletbeli tagja a Bécsi Művészeti Szövetségnek (Künstler-Genossenschaft in Wien)

## Díjai, kitüntetései, címei
- 1855 – Porosz Vörös Sas-rend IV. osztálya
- 1864 – osztrák állampolgárságot kapott
- 1865 – Műszaki főtanácsos
- 1867 – Osztrák Császári Lipót-rend lovagkeresztje
- 1883 – Bécs város díszpolgára
- 1883 – Bajor Maximilian-rend a tudományokért és művészetekért érme
- 1886 – Birodalmi bárói rang, cím és címer

Ezen kívül a francia Becsületrend főtiszti fokozatának, a Ferenc József-rend csillagokkal, a Hohenzollern-ház Rendje lovagkeresztjének, a Mecklenburg-Schwerin-i Művészetek és Tudományért aranymedál birtokosa, a Románia Csillaga érdemrend lovagja, a Porosz királyi „Pour le Mérite” (kiválóságért) rend birtokosa, a hesseni Fülöp-rend I. osztályának parancsnoka, a pápai Pius-rend parancsnoki fokozatának birtokosa, a pápai Nagy Szent Gergely-rend lovagja. Birtokosa a Tudomány és Művészetért kitüntetésnek, az Olasz királyi Korona-rendnek és a szász királyi Albrecht-rendnek. Innsbruck díszpolgára.

## Épületek (válogatás)
Műveinek jelenleg ismert legfrissebb listáját lásd . Az évek, évkörök az ott megadottakra javítva.
| Év               | Kép | Település                            | Épület | Állam, tartomány                               | Megjegyzés | Linkek                                                      |
| ---------------- | --- | ------------------------------------ | --- | ---------------------------------------------- | --- | ----------------------------------------------------------- |
| 1843–1857        |     | Köln                                 | Kölni dóm, patrocíniuma: Szent Péter- és Szűz Mária                                                                                    | Németország, Észak-Rajna-Vesztfália            | (Épült: 1248–1560) Kőfaragóként, később kőműves- és kőfaragómester, majd építész művezetőként csaknem 15 évig dolgozott az Ernst-Friedrich Zwirner által vezetett építkezésen. |                                                             |
| 1843–1850 körül  |     | Bonn                                 | A von Rigal család sírépítménye a régi Sterntor előtti bonni temetőben.                                                                | Németország, Észak-Rajna-Vesztfália            | |                                                             |
| 1847–1849        |     | Köln                                 | Erben-ház, Landsbergstraße 16. | Németország, Észak-Rajna-Vesztfália            | Az első neogótikus lakóház Kölnben; 1952-ben a súlyos világháborús károsodása miatt lebontották. A homlokzatát díszítő Madonna-szobor (műemléki jegyzékbe véve), ma a helyére épült modern lakóház homlokzatán áll. |                                                             |
| 1852             |     | Krefeld                              | Háborús emlékmű a napóleoni háborúkból (1813–1815) visszatért 123 veterán emlékére                                                     | Németország, Észak-Rajna-Vesztfália            | „A város és a Crefeld környékének harcosai emlékére, akik Napóleon seregeiből visszatértek hazájukba. Épült 1852. augusztus 18-án.” A Sankt-Anton-Straße mellett lévő városi kertben található. |                                                             |
| 1852–1859        |     | Krefeld                              | Szent István katolikus plébániatemplom                                                                                                 | Németország, Észak-Rajna-Vesztfália            | |                                                             |
| 1854             |     | Bergisch Gladbach                    | Bensbergi temető a Koalíciós háborúk alatt (1794 körül) elhunyt osztrák katonák emlékműve.                                             | Németország, Észak-Rajna-Vesztfália            | |                                                             |
| 1855–1858        |     | Quedlinburg                          | Szent Matilda katolikus plébániatemplom                                                                                                | Németország, Szász-Anhalt                      | |                                                             |
| 1855–1862        |     | Herdecke                             | Szent Fülöp és Szent Jakab plébániatemplom                                                                                             | Németország, Észak-Rajna-Vesztfália            | Neogótikus. Alapkőletétel: 1861. október 24. Restaurálva: 1984–1989. | 93. számú                                                   |
| 1856–1858        |     | Graz                                 | Lazarista katolikus kolostortemplom | Ausztria, Stájerország                         | Titulusa: Fájdalmas Szűzanya |                                                             |
| 1857, 1866–1868  |     | Venrath, ma Erkelenz része           | Szent Bálint katolikus filiális templom                                                                                                | Németország, Észak-Rajna-Vesztfália            | A terveket Ferdinand Robert Cremer 1863-ban átdolgozta. |                                                             |
| 1857–1859        |     | Bockum, ma Krefeld városrésze        | Szent Gertrúd katolikus plébániatemplom                                                                                                | Németország, Észak-Rajna-Vesztfália            | Az új torony építését 1897-ben fejezték be Josef Kleesattel tervei alapján. Az ablakokat Gustav Fünders az 1950-es években tervezte, és Heinz Dohmen tervei szerint teljesen átépítették a belső teret 1976-ban. |                                                             |
| 1858–1860        |     | Garzweiler                           | Szent Pankráciusz katolikus plébániatemplom                                                                                            | Németország, Észak-Rajna-Vesztfália            | 1989-ben lebontották a településen megnyílt új lignitbánya miatt. |                                                             |
| 1858–1861        |     | Hagen-Haspe                          | Evangélikus templom | Németország, Észak-Rajna-Vesztfália            | Neoromán. Felavatva 1861-ben. |                                                             |
| 1859             |     | Niederwenigern, ma Hattingen         | Szent Mauritius katolikus plébániatemplom                                                                                              | Németország, Észak-Rajna-Vesztfália            | |                                                             |
| 1860–1862        |     | Bécs 7. kerület, Neubau              | Lazarista katolikus templom | Ausztria, Bécs                                 | Kivitelező, Josef Schmalzhofer. Első Bécsben tervezett temploma. 1862-ben szentelték fel a kész templomot a Szeplőtelen fogantatás ünnepének előestéjén, s annak szentelve. |                                                             |
| 1862–1890        |     | Bécs, Innere Stadt                   | Szent István székesegyház (Stephansdom)                                                                                                | Ausztria, Bécs                                 | Restaurálási munkák folyamatosan. 1864. augusztus 18-ára, a császár születésnapja alkalmából a torony tetejére egy három mázsás kétfejű sast és egy kettőskeresztet helyeztek el. |                                                             |
| 1863–1866        |     | Bécs, Innere Stadt                   | Akadémiai Gimnázium, Bécs | Ausztria, Bécs                                 | A bécsi Akadémiai Gimnáziumot 1553-ban alapították, így Bécs legrégebbi középiskolája és Ausztria öt akadémiai középiskolája közül a második legidősebb. |                                                             |
| 1865             |     | Bad Gastein                          | Szent Primus és Felicián katolikus plébániatemplom                                                                                     | Ausztria, Salzburg                             | Az 1122 óta létező templomot neogótikus stílusúra alakították. |                                                             |
| 1865             |     | Schwarzau am Steinfeld               | Keresztelő Szent János plébániatemplom – Mária, jó tanács anyja kegytemploma                                                           | Ausztria, Alsó-Ausztria, Neunkircheni járás    | |                                                             |
| 1866             |     | Keyenberg, ma Erkelenz része         | Szent Kereszt katolikus filiális templom                                                                                               | Németország, Észak-Rajna-Vesztfália            | 1912–1913-ban a gyülekezet csökkenésével leányegyházzá vált. |                                                             |
| 1866–1873        |     | Bécs, Landstraße                     | Szent Otmár unter den Weißgerbern (Fehércserzők városrész) katolikus plébániatemplom                                                   | Ausztria, Bécs                                 | A 16. században Bécs külvárosába telepedett fehércserzőkről kapta a település a nevét, majd 1850 körül több külvárosi résszel együtt Landstraße néven Bécs 3. kerületébe olvadt. |                                                             |
| 1866–1870        |     | Bruck an der Großglocknerstraße      | Fischhorn vár | Ausztria, Salzburg                             | A neogótikus felújítást Friedrich von Schmidt tervei alapján Josef Wessicken végezte. 1920. szeptember 21-én egy tűzvész a kastély nagy részét elpusztította. |                                                             |
| 1867–1874        |     | Bécs 20. kerülete, Brigittenau       | Szent Brigitta katolikus plébániatemplom                                                                                               | Ausztria, Bécs                                 | Richard Jordan(1847–1922) művezetésével. |                                                             |
| 1868             |     | Budapest                             | Pákh Albert sírja, Fiumei úti temető                                                                                                   | Magyarország, Budapest                         | Schulcz Ferenccel. |                                                             |
| 1868–1869        |     | Lövenich, ma Erkelenz része          | Szent Pál megtérése katolikus filiális templom                                                                                         | Németország, Észak-Rajna-Vesztfália            | |                                                             |
| 1868–1870        |     | Vaduz                                | Szent Florinus székesegyház | Liechtenstein, Vaduz                           | |                                                             |
| 1868–1875        |     | Bécs 15. kerületének része, Fünfhaus | Győzedelmes Szűz Mária katolikus plébániatemplom                                                                                       | Ausztria, Bécs                                 | (Maria vom Siege) |                                                             |
| 1868–1876        |     | Bruck an der Großglocknerstraße      | A Mennybe felvett Mária katolikus plébániatemplom                                                                                      | Ausztria, Salzburg, Zell am See-i járás        | Az 1867-ben leégett templomot 1869. november 21-én szentelték fel. |                                                             |
| 1869–1872        |     | Éberhárd, ma Malinovo                | Apponyi család temetője | Szlovákia, Pozsonyi kerület                    | Az 1869–72 között épült neogótikus stílusú római katolikus Szent György temploma eredetileg az Apponyiak sírkápolnája volt. Ide helyezték végső nyugalomra az Apponyi család több tagját, többek között Apponyi Albertet is.                                                                                             |                                                             |
| 1870–1880        |     | Wernigerode                          | A wernigerodi vár vártemploma | Németország, Szász-Anhalt                      | Patrocíniuma: Szent Pantaleon és Szent Anna |                                                             |
| 1871             |     | Andelsbuch                           | Bezegg-Sul emlékoszlopa | Ausztria, Vorarlberg                           | A Bregenzeni erdő területén egy saját önkormányzati rendszerrel működő „paraszt-köztársaság” volt. A települések kormányzati központjában Bezzeg-ben 1807-ben bontották le a fa szerkezetű városházát, melynek emlékére 1871-ben emelték a neogótikus emlékoszlopot.                                                     |                                                             |
| 1872             |     | Budapest                             | Lakóház a Vörösmarty utca 9. szám alatt                                                                                                | Magyarország, Budapest                         | dr. Layer János pesti ügyvéd megrendelésére készült. |                                                             |
| 1872–1879        |     | Lébény                               | Lébényi templom (Szent Jakab apostol katolikus templom)                                                                                | Magyarország, Lébény                           | Külső renoválása August von Essenwein műépítésszel. |                                                             |
| 1872–1882        |     | Zágráb                               | Szent Márk templom | Horvátország, Zágráb                           | Felújítás. Kivitelező Hermann Bollé. |                                                             |
| 1868–1872–1883   |     | Bécs, Innere Stadt,                  | Városháza, Bécs | Ausztria, Bécs                                 | Belső berendezése 1888-ban készült el. | Archiválva 2021. január 26-i dátummal a Wayback Machine-ben |
| 1872–1886        |     | Bukarest                             | Szent József-székesegyház (Bukarest)                                                                                                   | Románia, Bukarest                              | |                                                             |
| 1873–1875        |     | Bécs Innere Stadt                    | Osztrák-Magyar Bank (Österreichisch-Ungarische Bank), Bankgasse 3.                                                                     | Ausztria, Bécs                                 | Első neoreneszánsz épület Schmidt életművében és a bécsi építészettörténetben is. |                                                             |
| 1873–1882        |     | Bécs Innere Stadt                    | Bérházak, árkádos (Rathausplatz 2-4.)                                                                                                  | Ausztria, Bécs                                 | Neoreneszánsz. Franz von Neumann együttműködésével. |                                                             |
| 1873–1882        |     | Bécs Innere Stadt                    | Bérházak, árkádos (Rathausplatz 7-9.)                                                                                                  | Ausztria, Bécs                                 | Neoreneszánsz. Franz von Neumann együttműködésével. |                                                             |
| 1874–1875        |     | Zágráb                               | Zágrábi székesegyház (Patrocínium: Mária Mennybevétele, Szent István és László király)                                                 | Horvátország, Zágráb                           | Az 1880-as földrengés által erősen megrongált székesegyház neogótikus felújítása. |                                                             |
| 1874–1876        |     | Erolzheim                            | Szent Márton katolikus plébániatemplom                                                                                                 | Németország, Baden-Württemberg, Biberach járás | Középkori épület helyére felépített új épület, a késő gótikus torony alagsora őrződött csak meg. |                                                             |
| 1874–1877        |     | Domanín                              | A Schwarzenberg család kriptája. | Csehország, Dél-csehországi kerület            | A sírban 26 koporsó található. Kivitelezte Schmidt terveinek átdolgozásával Franz Damasus Deworezky hercegi építész. |                                                             |
| 1874–1884        |     | Innsbruck                            | Szent Miklós katolikus plébániatemplom                                                                                                 | Ausztria, Tirol                                | |                                                             |
| 1875–1876        |     | Weiler                               | Jézus Szent Szíve katolikus plébániatemplom                                                                                            | Ausztria, Vorarlberg                           | |                                                             |
| 1874–1891        |     | Klosterneuburg                       | Kisboldogasszony (Mariä Geburt) katolikus apátsági templom                                                                             | Ausztria, Alsó-Ausztria                        | Restaurálás. Átalakítva. |                                                             |
| 1875–1878        |     | Bécs                                 | Lazarista templom (Währing) | Ausztria, Bécs                                 | Bécs 18. kerületéhez tartozó Währing városrészben. |                                                             |
| 1875–1878        |     | Merano                               | Hercegi vár (Landesfürstliche Burg) | Olaszország, Trentino-Alto Adige               | |                                                             |
| 1875–1884        |     | Zágráb                               | Akadémia palotája (Nemzeti Múzeum) | Horvátország, Zágráb                           | Neoreneszánsz épület, a Zágrábba költözött tanítványával, Hermann Bolléval együtt. |                                                             |
| 1876–1883        |     | Diakovár                             | Szent Péter és Pál székesegyház | Horvátország, Eszék-Baranya megye              | Átalakítás és belsőépítészeti kialakítás. Carl Roesner utódaként. |                                                             |
| 1877–1878        |     | Riedenburg, ma Salzburg része        | Jézus Szíve Menedék (Herz-Jesu-Asylkirche) katolikus érseki templom                                                                    | Ausztria, Salzburg                             | Szent Vince Szeretet Leányai Társulat (Irgalmas Nővérek) rendháza melletti templom. |                                                             |
| 1877–1880        |     | Bázel                                | Főposta újjáépítése | Svájc, Basel-Stadt kanton                      | |                                                             |
| 1877–1888        |     | Frastanz                             | Szent Szulpiciusz katolikus plébániatemplom                                                                                            | Ausztria, Vorarlberg                           | A nyugati irányba tájolt neogótikus bazilika 72 m magas toronyával 1885-ben épült a falu központjától délre. 1888-ban Szent Szulpiciusznak szentelték fel. |                                                             |
| 1877–1889        |     | Oppenheim am Rhein                   | Szent Katalin templom | Németország, Rajna-vidék-Pfalz                 | Restaurálás. Fia, Heinrich von Schmidt is közreműködött. |                                                             |
| 1877–1905        |     | Bled                                 | Szent Márton katolikus plébániatemplom                                                                                                 | Szlovénia, Krajna Felső-Krajna                 | |                                                             |
| 1877–1882        |     | Travná (Javorník)                    | Szeplőtelen fogantatás katolikus plébániatemplom                                                                                       | Csehország, Travná                             | |                                                             |
| 1880             |     | Montagna                             | Enn vára | Olaszország, Dél-Tirol                         | Restaurálás és bővítés. |                                                             |
| 1881–1883        |     | Dortmund                             | Miasszonyunk (Liebfrauenkirche) katolikus templom                                                                                      | Németország, Észak-Rajna-Vesztfália            | 2009 júniusáig katolikus plébániatemplom volt a belvárosban, Dortmundtól nyugatra, 2009 óta kolumbáriumként használják. |                                                             |
| 1882–1885        |     | Bécs, Innere Stadt                   | Sühnhaus (Fogadalmi ház) | Ausztria, Bécs                                 | Sühnhaus (Engesztelő ház vagy Császári Alapítványi ház). Schmidt az e házban, a Schottenring 7. szám alatt bérelt II. emeleti apartmanban halt meg, s az épületben lévő engesztelő kápolnában ravatalozták fel. 1945-ben nagy mértékben leégett. 1951-ben lebontva.                                                      |                                                             |
| 1882–1891        |     | Pécs                                 | Szent Péter és Pál katedrális | Magyarország, Dél-Dunántúl                     | A 11. századi alapokkal rendelkező székesegyház mai formáját a 19. század végén érte el Schmidt tervei alapján. Az építés kivitelezője August Kirstein, Schmidt tanulója volt. Orgonája Angster József 100. munkája. Basilica minor rangot 1991-ben, II. János Pál pápa magyarországi látogatása előtt kapott a templom. |                                                             |
| 1883–1889        |     | Bécs 18. kerülete, Weinhaus          | Szent József katolikus plébániatemplom                                                                                                 | Ausztria, Bécs                                 | Kivitelező Josef Schmalzhofer |                                                             |
| 1883–1888        |     | Renon                                | Runkelstein vár | Olaszország, Trentino-Alto Adige               | Restaurálva és helyreállítva. |                                                             |
| 1885–1887        |     | Waidhofen an der Ybbs                | Rothschild vár | Ausztria, Alsó-Ausztria                        | Schmidt mélyreható neogótikus átalakításait 2007-ig Hans Hollein építész tervei alapján átépítették. |                                                             |
| 1889             |     | Steyr                                | Szent Egyed és Stockeraui Szent Colman katolikus plébániatemplom                                                                       | Ausztria, Felső-Ausztria                       | A barokk templombelsőt neogótikussá átépítették, majd az 1876-ban leégett toronysisak helyett 1889-ben neogót, kőből faragott toronysisakot tervezett rá von Schmidt. |                                                             |
| 1890 (1893–1895) |     | Köln                                 | Jézus Szíve katolikus templom | Németország, Észak-Rajna-Vesztfália            | Schmidt halála miatt az épületet fia, Heinrich von Schmidt irányítása alatt építették és 1895 őszén nyitották meg. A második világháborúban jelentősen megsérült, csak a torony és a templomhajó maradványai maradtak fenn, 1953 és 1957 között új épületbe építették be.                                                |                                                             |
| 1890–1898        |     | Póla                                 | Marinekirche (Tengeri Szűzanya temploma)                                                                                               | Horvátország, Isztria                          | Schmidt halála miatt Victor Luntz és Natale Tommasi fejezték be. |                                                             |
| 1892–1893        |     | Silbertal                            | Szent József és Szent Miklós katolikus plébániatemplom                                                                                 | Ausztria, Vorarlberg                           | Schmidt tervei szerint, de már halála után építették. Kivitelező Fidel Kröner volt. |                                                             |
| 1892–1894        |     | Styrum, ma Mülheim an der Ruhr része | Rózsafűzér Királynője (Sankt Mariä Rosenkranz) katolikus plébániatemplom                                                               | Németország, Észak-Rajna-Vesztfália            | Postumus fejezték be. |                                                             |
| 1891–1902        |     | Oberhausen                           | Szent Mária katolikus templom (Patrocínium: Boldogságos Anya és Szűz Mária Szeplőtelen Fogantatásának temploma, röviden: Marienkirche) | Németország, Észak-Rajna-Vesztfália            | Neogótikus székesegyház három hajóval, Firenze székesegyházának mintájára, a két torony 75 méter magas. Postumus fejezték be. Építője: Wilhelm Sültenfuß, Düsseldorf |                                                             |
| 1899             |     | Chlum (Všestary)                     | Gránit szarkofág körül épített neogótikus emlékmű (36 halott osszáriuma).                                                              | Csehország, Všestary (Hradec Králové-i járás)  | Karel és Gabriela Weinrich kezdeményezésére Friedrich von Schmidt tervei szerint építették a chlumi dombon. |                                                             |

Egyéb munkái:
- 1847, 1859–1861  – Schaeben ház, Domkloster 3. –  Köln, 1859–1861 között építette. Peter Gustav Schaeben (1815–1885) a Klosterfrau gyógyszerészeti cég tulajdonosa számára. Utódai 1911-ben alapjaitól átalakították. (Nem maradt fenn).
- 1858 – Santa Maria dell’Orto – Velence – belsőépítészeti gazdagítását végezte.
- 1865 – Szent Gál székesegyház (katholische Stadtpfarrkirche zum Heiligen Gallus) – Tuttlingen, Baden-Württemberg, (Németország)
- 1865 – Lakó és kereskedelmi épület – Trier, Németország – átépítve
- 1868–1870 – Filiális templom – Pottendorf, Ausztria – elpusztult
- 1879–1887 – Wrangel báró kastélya – Kijev, Ukrajna

Versenypályázatokban sűrűn részt vett, melyek alkalmával előkelő helyezéseket ért el, de nem mindegyik valósulhatott meg. Így pl. 1859-ben a Pest-Buda városa részére (Eskü térre) készített Szentháromság-szobor sem az ő tervei szerint épült meg. 1867-ben a Wiener Bauhüttéhez tartozó tizennégy tanítványával, köztük Schulcz Ferenccel, a vár későbbi restaurátorával együtt igen részletes felmérést készített a Hunyad vármegyei Vajdahunyadvárról. Felkérésre 1868-ban költségvetést is kidolgozott az ötéves időtartamú restaurálásra, s maga helyett Schulcz Ferencet ajánlotta. Az országgyűlés el is fogadta a költségvetést. A vár rekonstrukciója aztán kikerült Schmidt hatásköréből, s több évtizedes, hosszú és küzdelmes történetté vált.

## Képgaléria

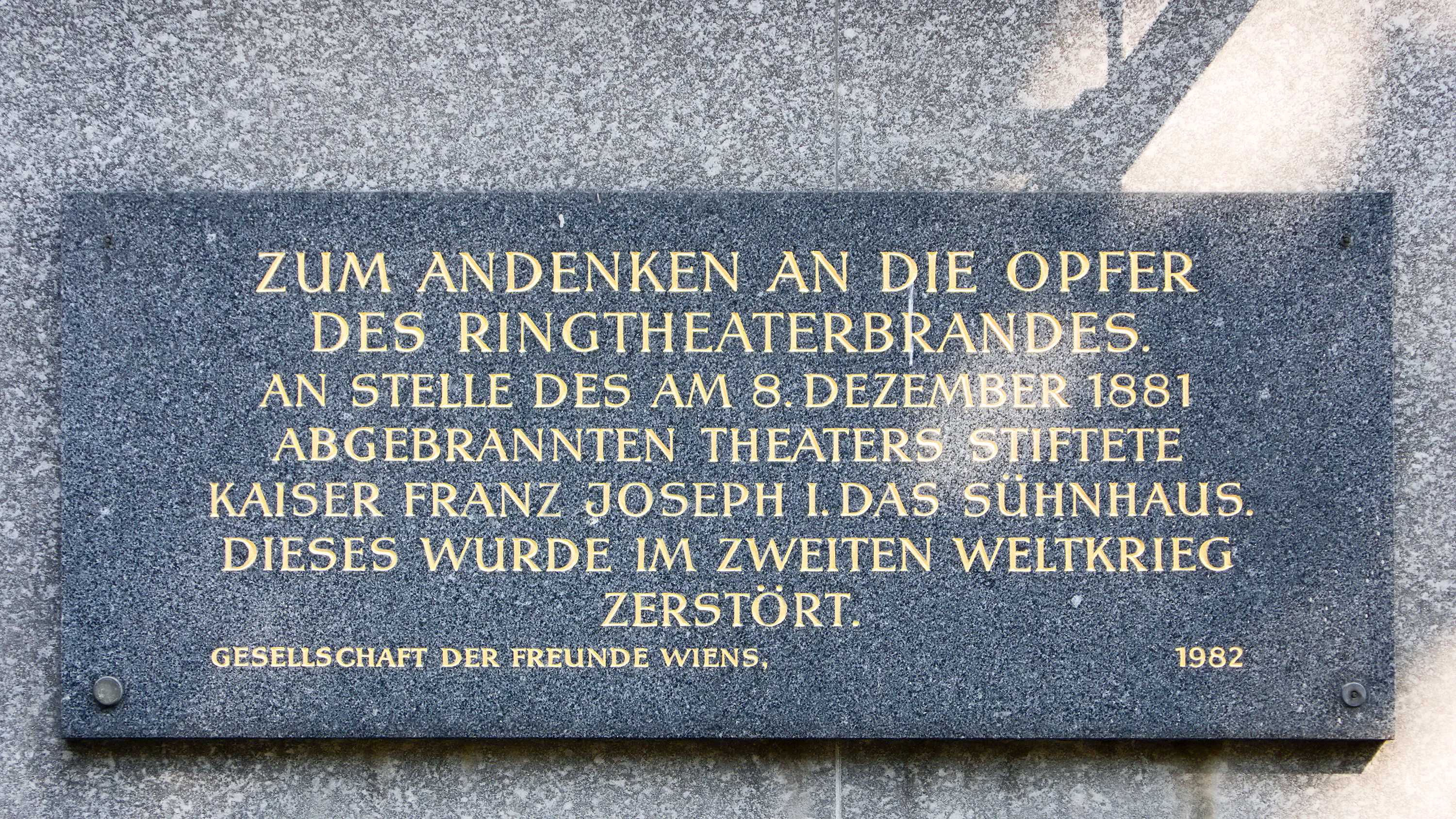
A Sühnhaus helyét jelölő tábla Bécsben a Schottenring 7. alatt
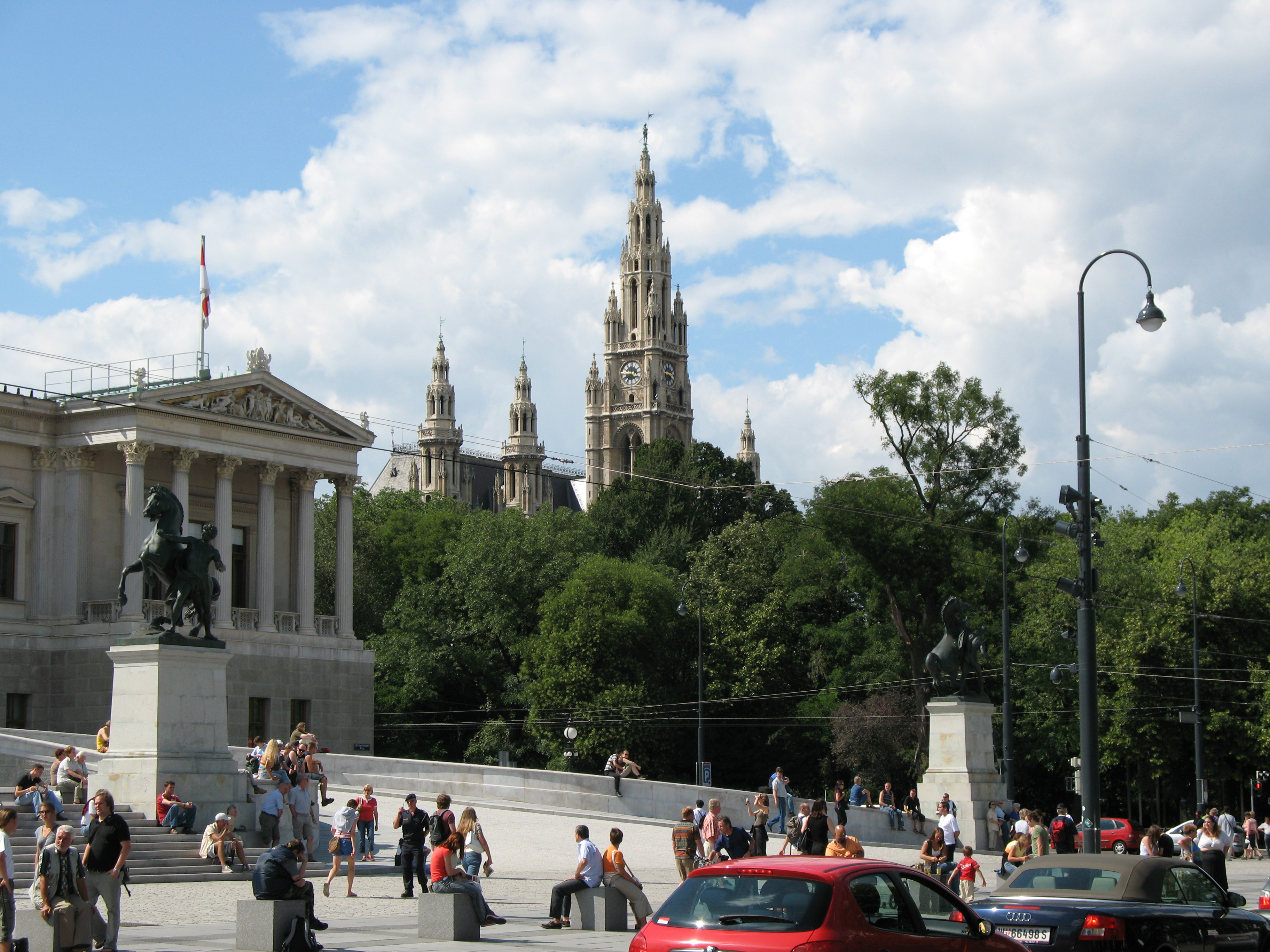
Von Schmidt bécsi neogótikus városházája a klasszicista stílusú parlament közelében
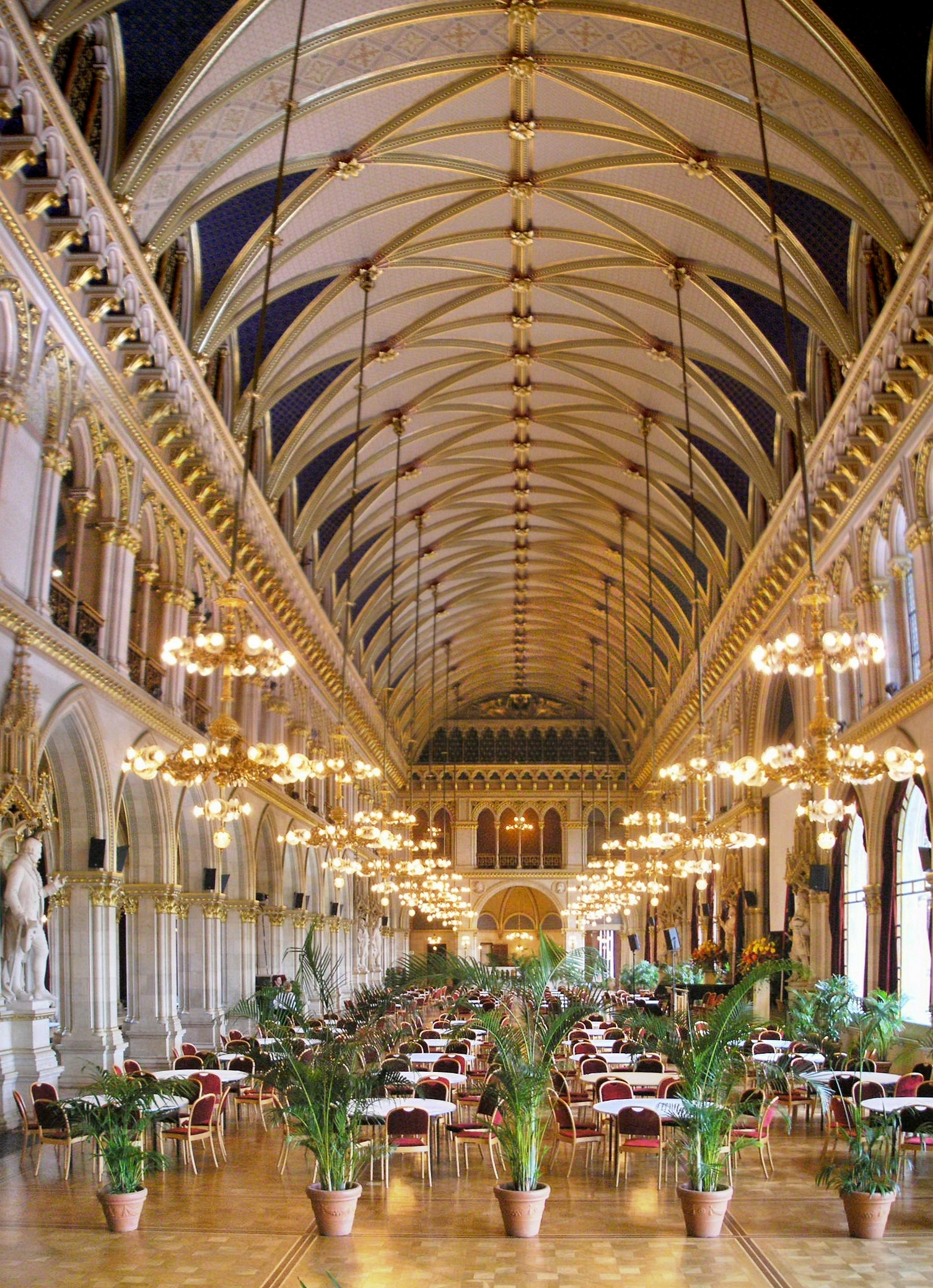
A bécsi városháza díszterme
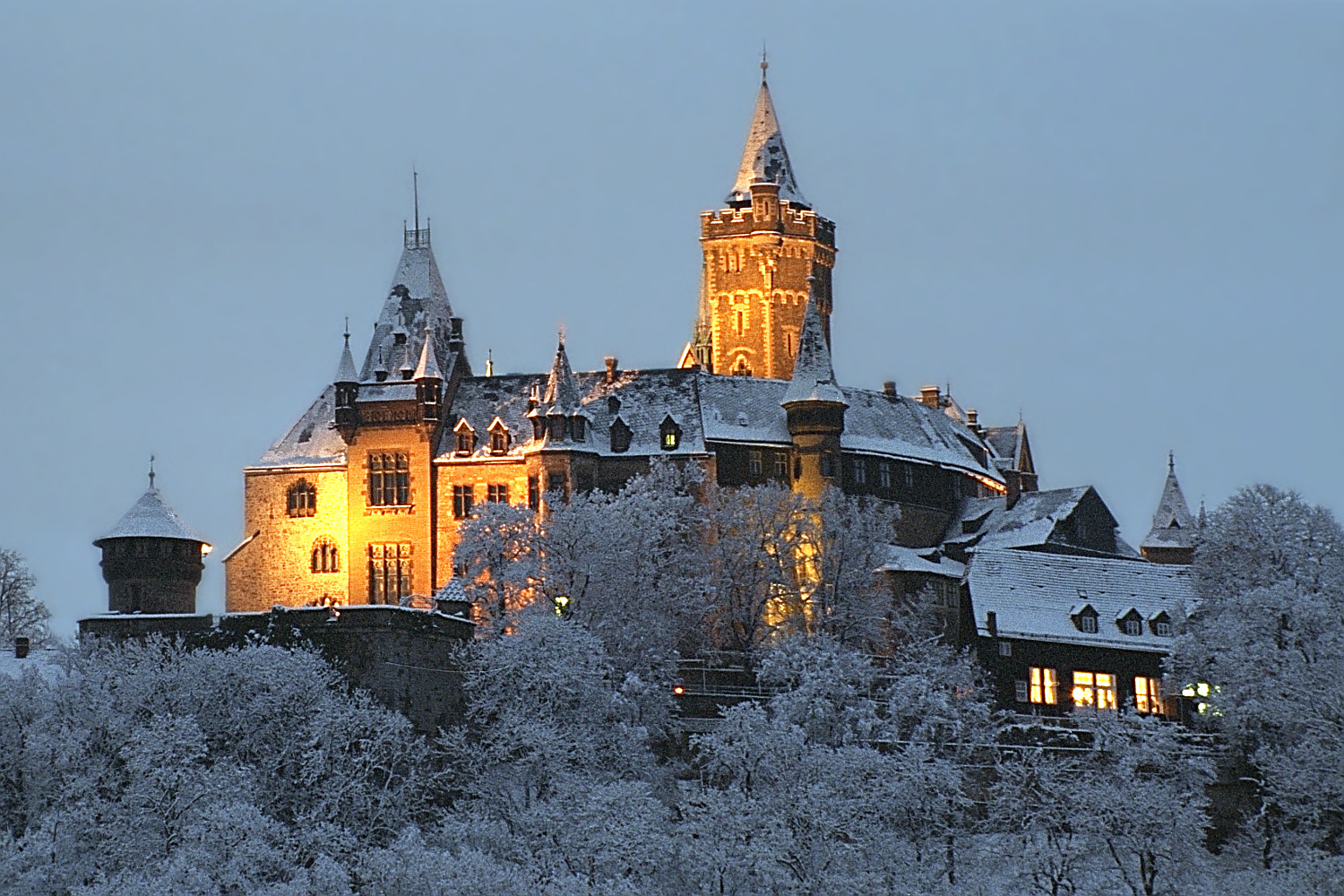
A von Schmidt által romantikus neogót stílusban felújított Wernigerode kastély
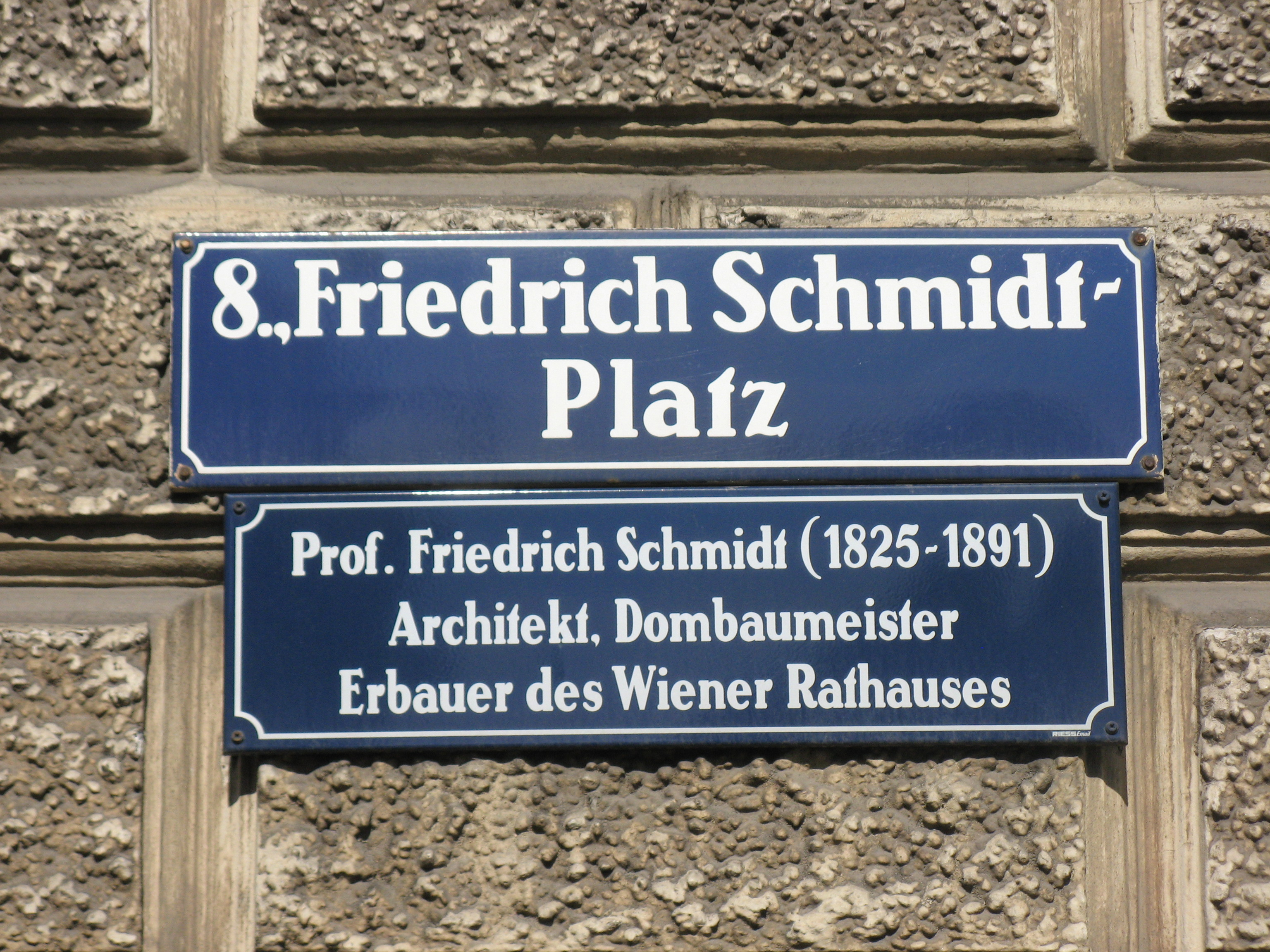
A Friedrich Schmidt tér táblája a bécsi Josefstadtban
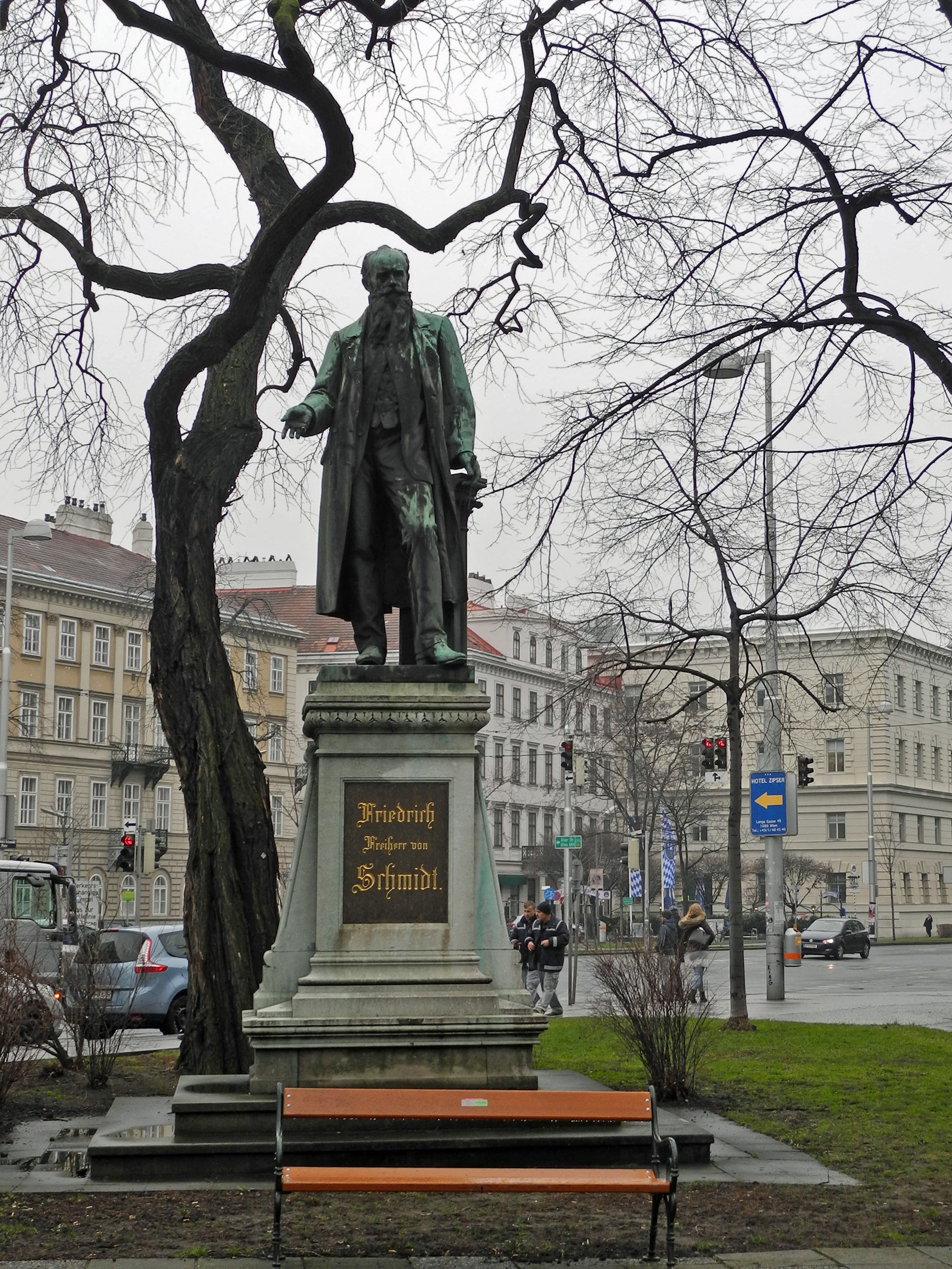
Friedrich von Schmidt szobra Bécsben

## Fordítás
- Ez a szócikk részben vagy egészben  a   Friedrich von Schmidt című német Wikipédia-szócikk ezen változatának fordításán alapul.  Az eredeti cikk szerkesztőit annak laptörténete sorolja fel. Ez a jelzés csupán a megfogalmazás eredetét és a szerzői jogokat jelzi, nem szolgál a cikkben szereplő információk forrásmegjelöléseként.